# Coupe d'Angleterre de football 1990-1991
Navigation
Coupe d'Angleterre 1989-1990 Coupe d'Angleterre 1991-1992
La coupe d'Angleterre de football 1990-1991 est la 110e édition de la coupe d'Angleterre de football. Tottenham Hotspur remporte sa huitième coupe d'Angleterre de football au détriment de Nottingham Forest sur le score de 2-1, au cours d'une finale jouée dans l'enceinte du stade de Wembley à Londres.

## Demi-finales
| 14 avril 1991 | Tottenham Hotspur                       | 3–1 | Arsenal           | Wembley, Londres                           |                                            |
|               | Gascoigne 5e, Lineker 10e 78e (Mabbutt) |     | Smith 45e (Dixon) | Spectateurs : 77 893 Arbitrage : Ray Lewis | Spectateurs : 77 893 Arbitrage : Ray Lewis |

| 14 avril 1991 | Nottingham Forest                                                                 | 4–0 | West Ham | Villa Park, Birmingham                         |                                                |
|               | Crosby 50e (Keane), Keane 59e (Glover), Pearce 71e (Clough), Charles 82e (Glover) |     |          | Spectateurs : 40 041 Arbitrage : Keith Hackett | Spectateurs : 40 041 Arbitrage : Keith Hackett |

## Finale
| · |  |
| Titulaires : |  |
| |  |
| 1 Erik Thorstvedt · 2 Justin Edinburgh · 3 Pat Van Den Hauwe · 4 Steve Sedgley · 5 David Howells · 6 Gary Mabbutt (c) · 7 Paul Stewart · 8 Paul Gascoigne 17e · 9 Vinny Samways 82e · 10 Gary Lineker · 11 Paul Allen · |  |
| Remplaçants : |  |
| 12 Paul Walsh 82e · 14 Nayim 17e · |  |
| Entraîneur : |  |
| Terry Venables |  |

| · |  |
| Titulaires : |  |
| |  |
| 1 Mark Crossley (en) · 2 Gary Charles · 3 Stuart Pearce (c) · 4 Des Walker · 5 Steve Chettle · 6 Roy Keane · 7 Gary Crosby · 8 Garry Parker · 9 Nigel Clough · 10 Lee Glover 108e · 11 Ian Woan 62e · |  |
| Remplaçants : |  |
| 12 Brian Laws 108e · 14 Steve Hodge 62e · |  |
| Entraîneur : |  |
| Brian Clough |  |

| · |  |
| Titulaires : |  |
| |  |
| 1 Erik Thorstvedt · 2 Justin Edinburgh · 3 Pat Van Den Hauwe · 4 Steve Sedgley · 5 David Howells · 6 Gary Mabbutt (c) · 7 Paul Stewart · 8 Paul Gascoigne 17e · 9 Vinny Samways 82e · 10 Gary Lineker · 11 Paul Allen · |  |
| Remplaçants : |  |
| 12 Paul Walsh 82e · 14 Nayim 17e · |  |
| Entraîneur : |  |
| Terry Venables |  |

| · |  |
| Titulaires : |  |
| |  |
| 1 Mark Crossley (en) · 2 Gary Charles · 3 Stuart Pearce (c) · 4 Des Walker · 5 Steve Chettle · 6 Roy Keane · 7 Gary Crosby · 8 Garry Parker · 9 Nigel Clough · 10 Lee Glover 108e · 11 Ian Woan 62e · |  |
| Remplaçants : |  |
| 12 Brian Laws 108e · 14 Steve Hodge 62e · |  |
| Entraîneur : |  |
| Brian Clough |  |